# Chủng Mã Lai

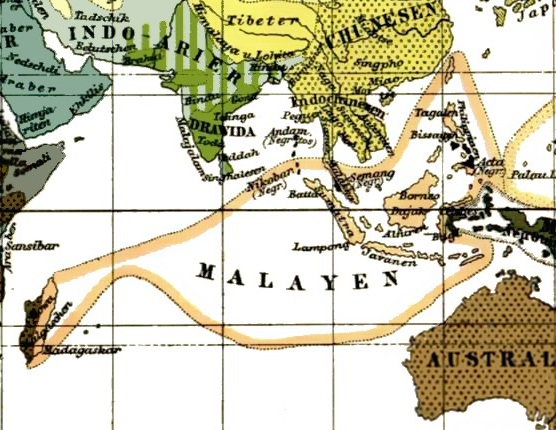
Bản đồ chủng Mã Lai

Chủng Mã Lai (Malay race) là khái niệm nhân chủng học ban đầu được đề xuất do bác sĩ người Đức là Johann Friedrich Blumenbach (1752–1840) và được phân loại là một chủng người da nâu. Thuật ngữ Mã Lai (Malay) là một thuật ngữ chung được sử dụng vào cuối thế kỷ XIX và đầu thế kỷ XX để mô tả về người Nam Đảo (Austronesian). Kể từ thời Blumenbach công bố nghiên cứu này, nhiều nhà nhân chủng học đã bác bỏ lý thuyết năm chủng tộc của ông, với lý do vì sự phức tạp trong việc phân loại các chủng tộc. Khái niệm về "chủng Mã Lai" khác với khái niệm về người Mã Lai bản địa hiện đang sinh sống tập trung ở bán đảo Malaysia (Malaya) và một số đảo trên quần đảo Mã Lai là Sumatra và Borneo. Mối liên hệ ngôn ngữ giữa Madagascar, Polynesia và Đông Nam Á đã được các tác giả châu Âu nhận ra từ đầu thời kỳ thuộc địa, đặc biệt là những điểm tương đồng đáng chú ý giữa số từ trong tiếng Malagasy, tiếng Mã Lai và nhóm ngôn ngữ Polynesia (nhóm ngôn ngữ Đa Đảo).

## Nghiên cứu

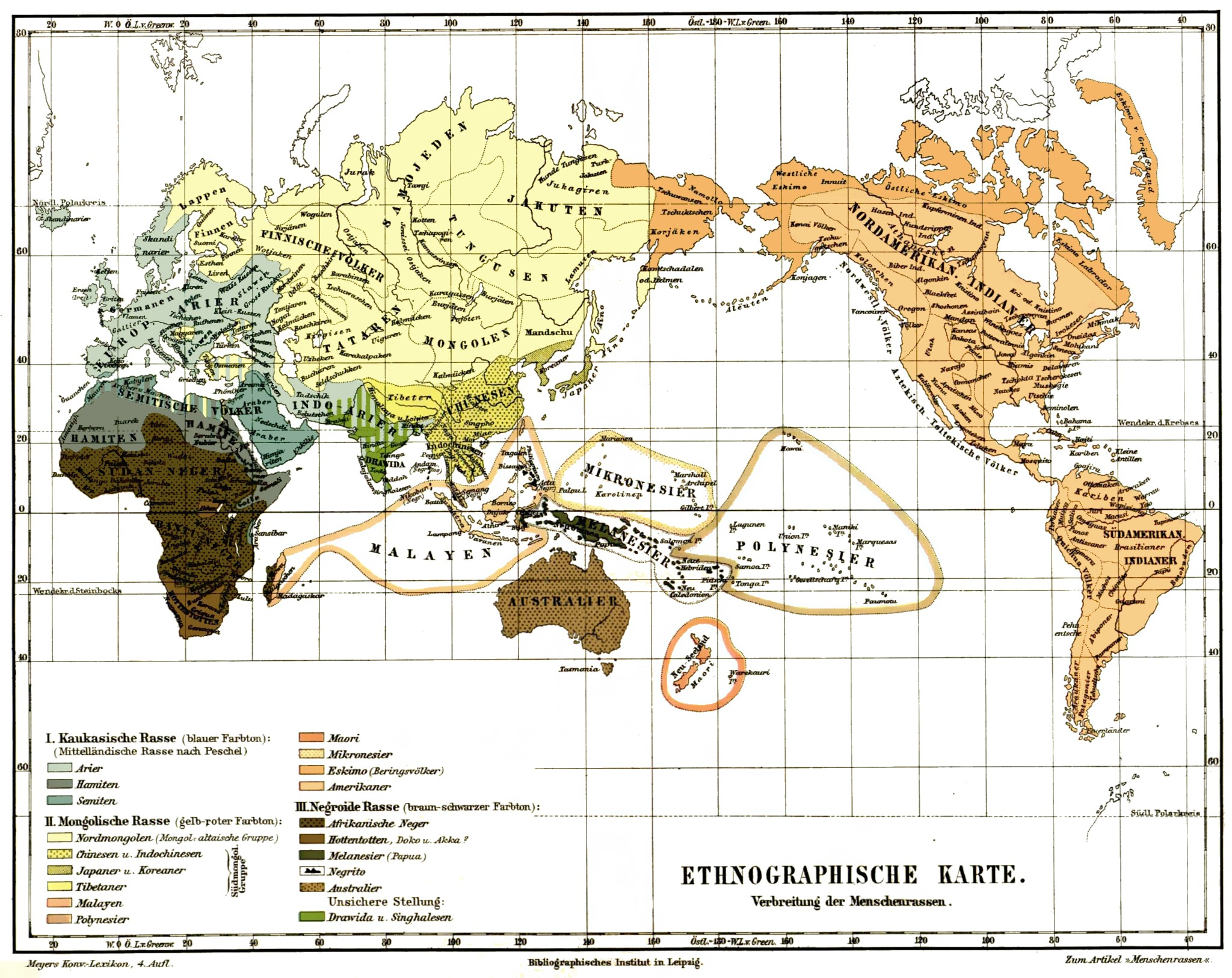
Bản đồ về các chủng tộc loài người

Những ấn phẩm chính thức đầu tiên về các mối quan hệ này được xuất bản vào năm 1708 do công của Nhà phương Đông học người Hà Lan là Adriaan Reland, người đã công nhận một "ngôn ngữ chung" từ Madagascar đến miền tây Polynesia (Đa Đảo), mặc dù nhà thám hiểm người Hà Lan Cornelis de Houtman cũng nhận ra mối liên hệ ngôn ngữ giữa Madagascar và quần đảo Mã Lai trước Reland vào năm 1603. Nhà ngữ văn học người Tây Ban Nha Lorenzo Hervás y Panduro sau này đã dành phần lớn tác phẩm Idea dell' Universo (1778–1787) của mình để thiết lập một ngôn ngữ hệ liên kết Bán đảo Mã Lai, quần đảo Maldives, Madagascar, quần đảo Sunda, Moluccas, quần đảo Philippines và quần đảo Thái Bình Dương về phía đông đến Đảo Phục Sinh. Nhiều tác giả khác đã xác nhận sự phân loại này, ngoại trừ việc đưa nhầm tiếng Man-đi-vơ (Maldivian) và ngữ hệ này được gọi là "Malayo-Polynesian" (Mã Lai-Đa Đảo), lần đầu tiên được nhà ngôn ngữ học người Đức Franz Bopp đặt ra vào năm 1841 (tiếng Đức: Malayisch-Polynesisch).
Mối liên hệ giữa Đông Nam Á và quần đảo Thái Bình Dương cũng được các nhà thám hiểm châu Âu khác ghi nhận, bao gồm nhà phương Đông học William Marsden và nhà tự nhiên học Johann Reinhold Forster. Trong luận án tiến sĩ năm 1775 có tựa đề De Generis Humani Varietate Nativa (tạm dịch: Về các giống loài tự nhiên của loài người), Blumenbach đã phác thảo các chủng tộc chính của loài người theo màu da, địa lý và số đo hộp sọ, cụ thể là "chủng tộc người da trắng" (Caucasian race), "người da đen" (Negroid/người Ethiopia), "người bản địa châu Mỹ" (người da đỏ), và "người Mông Cổ" (người da vàng/chủng Mongoloid). Blumenbach đã thêm nhóm người Nam Đảo làm phạm trù thứ năm vào chủng tộc ("các giống loài") trong ấn bản thứ hai của De Generis (1781). Ban đầu, ông gộp họ theo địa lý và do đó gọi người Nam Đảo là "những người từ phương Nam". Trong ấn bản thứ ba xuất bản năm 1795, ông gọi người Nam Đảo là "chủng Mã Lai" hoặc "chủng da nâu" theo tên các nghiên cứu được thực hiện do công của Joseph Banks, người đã tham gia chuyến đi đầu tiên của James Cook. Blumenbach sử dụng thuật ngữ "Malay" vì ông tin rằng hầu hết người Nam Đảo đều nói "ngôn ngữ Mã Lai" (tức là ngữ hệ Nam Đảo), mặc dù ông vô tình gây ra sự nhầm lẫn sau này giữa chủng tộc này với người Melayu.
Định nghĩa của Blumenbach về chủng tộc Mã Lai phần lớn giống với sự phân bố hiện đại của các dân tộc Nam Đảo, bao gồm không chỉ người Đông Nam Á hải đảo, mà còn cả người Madagascar và quần đảo Thái Bình Dương. Mặc dù công trình của Blumenbach sau đó được dùng trong thuyết chủng tộc khoa học, Blumenbach là một người theo thuyết đơn sinh (Monogenism) và không tin rằng các "giống" nòi loài người vốn dĩ thấp kém hơn nhau. Tuy nhiên, ông tin vào "giả thuyết thoái hóa" và tin rằng chủng Mã Lai là một dạng chuyển tiếp giữa người da trắng (Caucasia) và người da đen (người Ethiopia). Theo Johann Friedrich Blumenbach trong tác phẩm Các luận thuyết nhân chủng học của Johann Friedrich Blumenbach do Thomas Bendyshe dịch vào năm 1865 đã mô tả thì giống người Mã Lai có đặc điểm là da màu nâu vàng, tóc đen, mềm, xoăn, dày và nhiều, đầu hơi hẹp, trán hơi vồ, mũi đầy đặn, khá rộng, đầu mũi dày, miệng rộng, hàm trên hơi nhô ra với một số phần của khuôn mặt khi nhìn nghiêng, đủ nổi bật và khác biệt với nhau. Giống người cuối cùng này bao gồm những người dân đảo ở Thái Bình Dương, cùng với cư dân của Mariannas, Philippines, Molucca và quần đảo Sunda, và bán đảo Mã Lai. Ông muốn gọi họ là người Mã Lai, vì phần lớn những người đàn ông thuộc giống người này, đặc biệt là những người sống trên các đảo Ấn Độ gần bán đảo Malacca, cũng như Sandwich, Society và Friendly Islanders và cả người Malambi của Madagascar cho đến cư dân của Đảo Phục Sinh đều sử dụng thành ngữ Mã Lai.
Tuy nhiên, đến thế kỷ XIX thì chủ nghĩa phân biệt chủng tộc khoa học đã ủng hộ việc phân loại người Nam Đảo là một phân nhóm của chủng "Mông Cổ", cũng như thuyết đa tổ tiên. Các quần thể  Đại chủng Úc (Australo-Melanesi) ở Đông Nam Á và Melanesia (mà Blumenbach ban đầu phân loại là một "phân chủng" của chủng "Mã Lai") hiện cũng được các tác giả như Georges Cuvier, Conrad Malte-Brun, Julien-Joseph Virey và René Lesson coi là một chủng "Ethiopia" riêng biệt. Nhà tự nhiên học người Anh James Cowles Prichard ban đầu đã theo Blumenbach khi coi người Papua và thổ dân châu Úc là hậu duệ của cùng một dòng dõi với người người Nam Đảo (Austronesia). Nhưng đến lần xuất bản thứ ba của Nghiên cứu về Lịch sử Vật lý của Con người (1836-1847), tác phẩm của ông đã trở nên đậm sắc thái phân biệt chủng tộc hơn do ảnh hưởng của thuyết đa tổ tiên. Ông phân loại các dân tộc Austronesian thành hai nhóm: "người Malayo-Polynesia" (tương đương với các dân tộc Austronesian) và "người Kelænonesian" (tương đương với người Australo-Melanesian). Ông tiếp tục chia nhỏ nhóm sau thành "Alfourous" (còn gọi là "Haraforas" hoặc "Alfoërs", người Úc bản địa), và "người da đen Pelagian hoặc người châu Đại Dương" (người Melanesia và người Polynesia phía tây). Mặc dù vậy, ông thừa nhận rằng "người Mã Lai-Đa Đảo" và "người da đen Pelagian" có "những đặc điểm chung đáng chú ý", đặc biệt là về ngôn ngữ và chỉ số đo hộp sọ.
Quan điểm về người Mã Lai của Stamford Raffles đã có ảnh hưởng đáng kể đến những người nói tiếng Anh, kéo dài cho đến ngày nay. Ông có lẽ là tiếng nói quan trọng nhất thúc đẩy ý tưởng về một chủng tộc hoặc quốc gia Mã Lai, không giới hạn ở người Mã Lai, mà bao gồm những người dân của một phần lớn nhưng không xác định của quần đảo Đông Nam Á. Raffles đã hình thành tầm nhìn về người Mã Lai như một quốc gia dựa trên ngôn ngữ, phù hợp với quan điểm của phong trào chủ nghĩa lãng mạn Anh vào thời điểm đó, và vào năm 1809 đã gửi một bài luận văn học về chủ đề này cho Hiệp hội Châu Á. Sau khi ông thực hiện một chuyến thám hiểm đến vùng đất của người Minangkabau trước đây của hoàng gia ở Vương quốc Pagaruyung, ông tuyên bố rằng đó là nguồn gốc của sức mạnh đó, nguồn gốc của quốc gia đó, phân tán rộng rãi trên quần đảo phía Đông. Trong những bài viết sau này của mình, ông đã chuyển người Mã Lai từ một quốc gia thành một chủng tộc. Theo bản đồ Rand McNally's World Atlas International Edition xuất bản ở Chicago mang tên "Các chủng tộc của loài người", trên bản đồ, nhóm được gọi là chủng tộc Mã Lai được thể hiện là chiếm giữ một khu vực trên bản đồ (chủ yếu bao gồm các đảo khi đó được gọi là Đông Ấn Hà Lan, Philippines, Madagascar và quần đảo Thái Bình Dương, cũng như Bán đảo Mã Lai trên lục địa) giống hệt và cùng diện tích với diện tích đất liền mà những người hiện được gọi là Nam Đảo sinh sống.

## Việt Nam
Tác giả Bình Nguyên Lộc trong tác phẩm "Nguồn gốc Mã Lai của dân tộc Việt Nam" một mình vạch ra một hướng tiếp cận thông qua việc đưa ra nhiều bằng chứng và quan trọng nhất là với vốn từ vựng đang có thì người Việt phải có nguồn gốc từ Mã Lai-Đa Đảo gồm cộng đồng các tộc người hiện đang sống ở các nước như Malaysia, Indonesia, Philippines, Thái Lan và Việt Nam. Chỉ vì tiếp thu một phần ngôn ngữ văn hóa của người Hán trong ngàn năm Bắc thuộc mà người Việt đã trở thành xa cách với cội nguồn Mã Lai của mình. Quan điểm của Bình Nguyên Lộc dù đã được giới nghiên cứu chỉ ra nhiều thiếu sót nhưng vẫn chưa có câu trả lời đầy đủ về lý do vốn từ vựng to lớn có nguồn gốc Mã Lai trong vốn từ của người Việt (việc cùng nguồn gốc ngữ hệ Nam Á không trả lời được hết các ví dụ Bình Nguyên Lộc nêu ra). Giáo sư Liam Kelley của Đại học Hawaii đã đặt lại vấn đề nghi ngờ cội nguồn phương Bắc và cả cội nguồn bản địa của người Việt, cũng không thiên về cội nguồn Mã Lai như Bình Nguyên Lộc, ông đang chứng minh ngày càng rõ nét rằng những thứ tự hào và tin rằng nó vốn của người Việt từ lâu nay thì thật ra đều là của người Thái.
Tại khu vực Cửa Nhượng và Cửa Sót là hai cửa sông lớn nhất thuộc tỉnh Hà Tĩnh từng tồn tại một cộng đồng kỳ lạ gọi là người Bồ Lô sống "thủy cư" hoàn toàn, mỗi gia đình là một con thuyền lênh đênh trên mặt nước, tản mạn đi khắp các vùng biển để mưu sinh, khi cần khi cần thiết lắm mới quay về quần tụ. Nhóm người này bị cư dân trên bờ kỳ thị, gọi là "Mường nước mặn", dân "nôốc câu" (nôốc là tiếng địa phương chỉ con thuyền) hay "mọi bể". Người Bồ Lô gốc tích không rõ ràng, không ai biết tổ tiên họ từ đâu và lối sống lênh đênh trên mặt nước. Người Bồ Lô cũng không rõ, một số dòng họ vốn cũng có gia phả ghi lại bản quán là ở vùng Quảng Bình, Quảng Trị. Tên gọi "Bồ Lô" là do họ tự xưng, theo một số nhà nghiên cứu thì có thể xuất phát bởi từ "Pu-lao" có nghĩa là "đảo" trong hệ ngôn ngữ Nam Đảo - Mã Lai, tương tự như từ "cù lao" gợi nên câu hỏi về nguồn gốc thực sự của nhóm người này có trôi dạt vào từ ngoài biển. Ngoại hình của người Bồ Lô da đen, tóc xoăn, lưng còng, cổ rụt, do phần lớn thời gian sinh hoạt trên thuyền (chỉ ngồi là chính) nên thân trên phát triển, hai tay dài khỏe, ngược lại chân hơi ngắn và khuỳnh, thường chúi đầu xuống "đi như chạy", kiểu như đi vội để về với con thuyền. Họ nói chuyện "giọng líu lo như chim", thường dùng ngôn từ đơn giản, cộc lốc, có nhiều từ ngữ riêng mà dân trên bờ không hiểu được. Người Bồ Lô tự nhận mình là người của biển, họ là những người đi biển cự phách nhất trong vùng. Người Bồ Lô còn nổi tiếng với "hải đồ" bằng thơ được truyền lại qua nhiều thế hệ mà họ gọi là "Nhật trình đi biển", chỉ cần nhớ được nhật trình này, họ có thể nắm rõ những luồng, lạch, âu, vũng, đá ngầm để dựa vào đó mà ra khơi.